# آنتسلا
آنتسلا (به استونیایی: Antsla) یکی از شهرک‌های کشور استونی است.
این شهرک در سال ۲۰۱۱ میلادی ۱٬۴۰۲ نفر جمعیت داشته است.

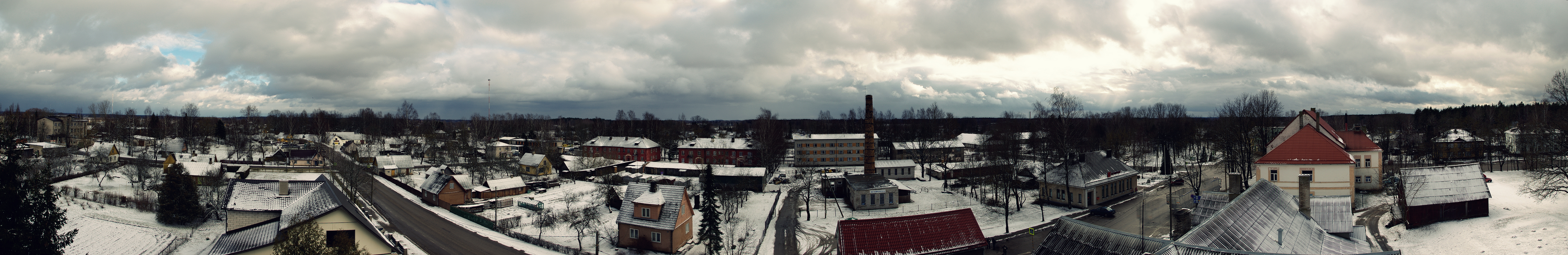